# Ekloga (726)
Ekloga Leona (gr. εκλογή τών νόμων – wybór praw) – kodyfikacja prawa bizantyńskiego ogłoszona w 726 r. przez cesarza Leona III, w imieniu własnym oraz syna i współwładcy Konstantyna V, będąca wyciągiem z obszernego i trudno
dostępnego ustawodawstwa Justyniana. Wyciąg został zmodyfikowany względem pierwowzoru na podstawie m.in.: prawa zwyczajowego. Wydanie Eklogi miało na celu stworzenie uproszczonego zbioru praw ogólnodostępnego dla prawników i zrozumiałego dla ludności. Liczy 18 tytułów. Główne zmiany Eklogi w stosunku do kompilacji justyniańskiej to:
- ograniczenie władzy ojca rodziny (patria potestas), połączone ze wzrostem uprawnień żony i dzieci[2]
- wprowadzenie nieznanych wcześniej kar cielesnych takich jak np.: obcięcie nosa, ogolenie głowy, opalenie włosów[2][3]
- ograniczenie zastosowania kary śmierci[3]
- ograniczenie repudium[3]
- ograniczenie kościelnego prawa azylu[3]
- wprowadzenie opłacania sędziów z budżetu państwa w celu ograniczenia korupcji wśród nich[2][4].

Ekloga wywarła duży wpływ na późniejsze ustawodawstwo bizantyńskie, ruskie i południowosłowiańskie.